# Gustaf Janzon
Gustaf Janzon, född 24 april 1813 i Karlstad, död 24 januari 1877 i Gillberga socken, var en svensk präst och författare.
Gustaf Janzon var son till skomakaren Jan Jansson. Han blev student vid Uppsala universitet 1833, prästvigdes för ärkestiftet 1836 och blev efter flera prästförordnanden i Stockholm 1850 komminister i Adolf Fredriks församling. 1857 blev han kyrkoherde i Värmdö pastorat och 1868 kyrkoherde i Gillberga och Långseruds pastorat. 1863–1865 var han landstingspolitiker i Stockholms län. Janzon utgav Evangelii-postilla eller predikningar öfver årets samtelige evangelii-texter (del 1–3 1853, ny upplaga i 2 band 1860–1861) samt flera enstaka predikningar varav en del tryckta i Evangeliska fosterlandsstiftelsens predikosamlingar 1863–1864. Efter förebild från Wilhelm Martin Leberecht de Wette och Friedrich Lücke utgav han Jesu Christi evangelium i åskådlig sammanställning efter Mattheus, Marcus, Lucas och till en del Johannes; eller svensk synopsis (1845). Han var även verksam som religiös diktar, tonsättare, uppbygglig novellist och översättare. Han reviderade en ny upplaga av Anders Carl Rutströms herrnhutiska sånger (1851) och utgav 1866 Bidrag till Skevikarnes historia. Janzon hade ett livligt temperament och en sprudlande berättarglädje, och blev mycket uppburen som predikant.